# ÖLEG C
Der ÖLEG C 201 wurde für die Österreichische Lokaleisenbahngesellschaft (ÖLEG) 1880 von Ringhoffer in Smichov als erster „echter“ Dampftriebwagen Österreich-Ungarns – seine Vorgänger waren eigentlich Gepäcklokomotiven – gebaut.
Das Einsatzgebiet des Triebwagens war die in Nordwestböhmen gelegene Elbogener Localbahn, die von Elbogen nach Neusattl führte. Aufgrund seiner geringen Leistung und Geschwindigkeit sowie wegen der wenigen Sitzplätze bewährte sich das Fahrzeug allerdings nicht.
Im Jahr 1888 war er in Mährisch Weißkirchen, 1890 in Olmütz/Hodolein stationiert. 
Bereits im Jahr 1900 wurde er ausgemustert.